# 希尔绍
希尔绍（德語：Hirschau，發音：[ˈhɪʁʃaʊ] ⓘ）是德国巴伐利亚州上普法尔茨行政区安贝格-苏尔茨巴赫县的城市，面积74.96平方千米，2023年12月31日人口为5,666人。